# 中谷鉄也
中谷 鉄也（なかたに てつや、1926年（大正15年）5月1日 – 1992年（平成4年）3月20日）は、昭和期の弁護士、政治家。衆議院議員。

## 経歴
満州鉄嶺で陸軍将校・中谷亮一の長男として生まれる。1931年（昭和6年）に父の死去に伴い本籍地和歌山県伊都郡高野口町大字大野（現橋本市）に移った。名古屋陸軍幼年学校を経て陸軍士官学校（59期）に進み、終戦により1945年（昭和20年）8月31日に修業した。
1946年（昭和21年）関西大学法学部に入学。1948年（昭和23年）高等試験司法科試験に合格し、同年、関西大学を中退した。極東国際軍事裁判弁護人を務め、日本労働組合総評議会（総評）弁護団に加わった。1951年（昭和26年）和歌山弁護士会に所属し和歌山市に中谷鉄也法律事務所を開業した。
1953年（昭和28年）日本社会党に入党し、1955年（昭和30年）4月、和歌山市議会議員に選出され1期在任。1959年（昭和34年）4月、和歌山県議会議員に当選し、1963年（昭和38年）4月、和歌山市長選挙に出馬のため県議を辞任したが、市長選挙では惜敗した。
1967年（昭和42年）1月、第31回衆議院議員総選挙で和歌山県第1区から無所属で出馬して初当選。1969年（昭和44年）12月の第32回総選挙で再選され、1972年（昭和47年）12月の第33回総選挙には出馬せず、衆議院議員に連続2期在任した。この間、裁判官訴追委員、日本社会党法規対策部長、政治亡命問題特別委員会事務局長、果樹園芸対策特別委員会事務局長、中小企業政策副委員長、沖縄対策特別委員会事務局長、環境衛生対策特別副委員長、出入国管理法案等対策特別副委員長、党和歌山県本部書記長、同副委員長などを務めた。
国会ではプロ野球界の黒い霧事件、大相撲の八百長問題などの追及を行った。特に黒い霧事件では、特定のプロ野球選手らの名前を挙げた上で暴力団組長との関係を指摘。選手側は面識が無いとして関係を否定したが大きな話題を呼んだ。
代議士引退後の1975年に大橋正雄知事の死去に伴う和歌山県知事選に社会党推薦で出馬するが自民党推薦の仮谷志良副知事に20万票の差をつけられて落選、和歌山県弁護士会会長を務めた。1992年3月、敗血症のため死去した。

## 脚註
1. 1 2 3 4 5 6 7 8 9 10  『和歌山県議会歴代議員名鑑』503-504頁。
2. 1 2 3 4 5 6 7 8  『現代物故者事典 1991～1993』428頁。
3. ↑  『陸軍士官学校』255頁。
4. ↑  『陸軍士官学校』265頁。
5. 1 2 3 4 5  『議会制度百年史 - 衆議院議員名鑑』447頁。
6. 1 2 3  『国政選挙総覧 1947-2016』286頁。
7. ↑  選手らにも疑惑 暴力団と選挙応援『朝日新聞』1970年（昭和45年）3月19日 12版 15面